# 43957 Інвеніці
43957 Інвеніці (43957 Invernizzi) — астероїд головного поясу, відкритий 7 лютого 1997 року.
Тіссеранів параметр щодо Юпітера — 3,407.